# گلوبال گیم جم
گلوبال گیم جم (به انگلیسی: Global Game Jam) یا به فارسی، محفل بازی‌سازی جهانی، یک محفل بازی‌سازی است که از سرتاسر دنیا در آن شرکت می‌کنند و به صورت سالانه برگزار می‌شود. این محفل که از نوردیک گیم جم تاثیر گرفته است، توسط Susan Gold, Ian Schreiber and Gorm Lai بنیان نهاده شده و در ابتدا توسط انجمن جهانی بازی‌سازان توسعه یافت و از اهداف آن در کنار هم قرار دادن عناصری مثل خلاقیت، همکاری و تجربه در زمینه بازی‌سازی است. در هر مکان بازی‌سازی، مشارکت‌کنندگان برای پیاده‌سازی کردن ایده‌های خود در قالب گروه‌هایی گرد هم می‌آیند و بازی‌های جدید خلاقانه و مبتکرانه می‌سازند که وقت محدودی هم برای ساخت بازی خود در اختیار دارند.

## تم‌ها
- ۲۰۰۹ - تا وقتی که همدیگر را داریم، مشکلات تمامی نخواهند داشت.
- ۲۰۱۰ - بارانی که در اسپانیا می‌بارد، عمدتاً در دشت می‌بارد؛ و «نیرنگ»
- ۲۰۱۱ - انقراض
- ۲۰۱۲ - تصویری از اوروبروس یا دنب‌خوار
- ۲۰۱۳ - صدای تپش قلب
- ۲۰۱۴ - ما چیزها را همانگونه که هستند نمی‌بینیم، آنها را چنان که خودمان هستیم می‌بینیم.
- ۲۰۱۵ - امروز چکار باید بکنیم؟
- ۲۰۱۶ – مراسم
- ۲۰۱۷ - موج
- ۲۰۱۸ - انتقال
- ۲۰۱۹ - خانه برای شما به چه معناست
- ۲۰۲۰ - تعمیر (اصلاح)